# Danh sách chi trong họ Bồ Hòn

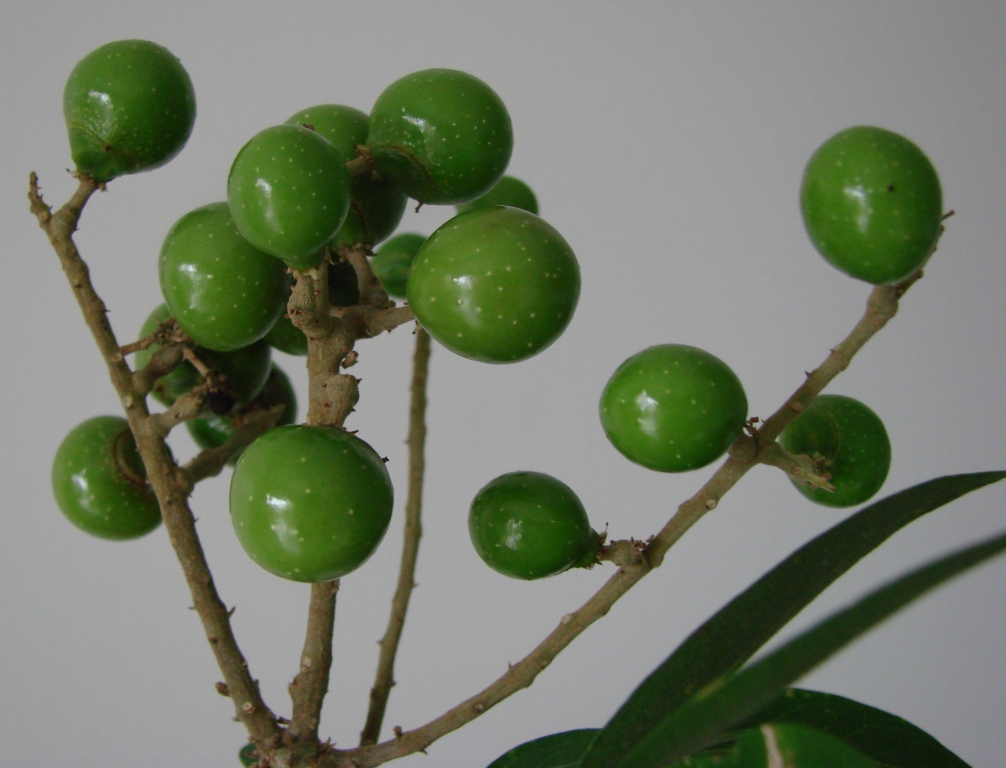
Quả của cây Sapindus saponaria.

Đây là danh sách các chi trong họ Sapindaceae, bao gồm cả Sapindus, Acer), và paullinia, trong số các chi khác. Hiện tại họ này có khoảng 1900 loài được xếp vào 140 chi, trong 4 phân họ.

## Thông tin hiện tại
Họ Sapindaceae hiện bao gồm họ Phong (Aceraceae) theo cách phân chia truyền thống  và họ Hippocastanaceae (hiện gồm một vài tông trong phân họ Hippocastanoideae). Mặc dù sự phân loại ở cấp phân họ cũng chưa được thật sự rõ ràng, một số phân loại ở cấp chi và tông vẫn chưa được giải quyết hoặc chỉ được giải quyết một phần, đặc biệt trong phân họ Sapindoideae, do việc xem xét lại gần đây đã xếp các chi chính không nằm trong một tông. Một nghiên cứu khác gần đây đã đưa ra các gợi ý về sự phi lý giữa phân loại truyền thống và bằng chứng phân tử.
Những thay đổi gần đây như sụ đồng nghĩa của Distichostemon với Dodonaea, và Neotina và Tinopsis với Tina. Thêm vào đó không phải tất cả tác giả đồng ý về việc xếp Xanthoceras là nhóm cùng cấp với 3 họ truyền thống thành Sapindaceae sensu lato, không giống các họ truyền thống là điểm khó giải quyết. As a result the elevation of Xanthoceroideae to family level was recently proposed, which would remove from Sapindaceae those six genera currently placed in that subfamily and Hippocastanoideae.
Danh sách này được liệt kê theo Acevedo-Rodríguez et al. và được hiệu chỉnh theo các nghiên cứu gần đây.

## Chi
| Chi tác giả                       | Năm           | Phân loại                            | Loài đặc trưng                                                     | # số loài | Phân bố                                        |
| --------------------------------- | ------------- | ------------------------------------ | ------------------------------------------------------------------ | --------- | ---------------------------------------------- |
| Xanthoceras Bunge                 | 1833          | Xanthoceroideae                      | Xanthoceras sorbifolia Bunge                                       | 1         | China                                          |
| Acer L.                           | 1753          | - Hippocastanoideae - Acereae        | Acer pseudoplatanus L.                                             | 120+      | Temperate northern hemisphere                  |
| Dipteronia Oliv.                  | 1898          | - Hippocastanoideae - Acereae        | Dipteronia sinensis Oliv.                                          | 2         | China                                          |
| Aesculus L.                       | 1753          | - Hippocastanoideae - Hippocastaneae | Aesculus hippocastanum                                             | 13        | Temperate Northern hemisphere                  |
| Billia Peyr.                      | 1858          | - Hippocastanoideae - Hippocastaneae | Billia hippocastanum Peyr.                                         | 2         | Mexico to South America                        |
| Handeliodendron Rehder            | 1935          | - Hippocastanoideae - Hippocastaneae | Handeliodendron bodinieri Rehder                                   | 1         | China                                          |
| Arfeuillea Pierre ex Radlk.       | 1895          | - Dodonaeoideae - Dodonaeaeae        | Arfeuillea arborescens Pierre ex Radlk.                            | 1         | Thailand and Laos                              |
| Averrhoidium Baill.               | 1874          | - Dodonaeoideae - Dodonaeaeae        | Averrhoidium gardnerianum Baill.                                   | 4         | Mexico, Tropical South America                 |
| Cossinia Comm. ex Lam.            | 1786          | - Dodonaeoideae - Dodonaeaeae        | Cossinia pinnata Comm. ex Lam.                                     | 3         | Mauritius, New Caledonia                       |
| Diplokeleba N.E.Br.               | 1894          | - Dodonaeoideae - Dodonaeaeae        | Diplokeleba floribunda N.E.Br.                                     | 2         | South America                                  |
| Diplopeltis Endl.                 | 1837          | - Dodonaeoideae - Dodonaeaeae        | Diplopeltis huegelii Endl.                                         | 5         | Australia                                      |
| Dodonaea Mill.                    | 1754          | - Dodonaeoideae - Dodonaeaeae        | Dodonaea viscosa Jacq.                                             | 60+       | Pantropical                                    |
| Euphorianthus Radlk.              | 1879          | - Dodonaeoideae - Dodonaeaeae        | Euphorianthus euneurus Radlk.                                      | 1         | Eastern Malesia                                |
| Eurycorymbus Hand.-Mazz.          | 1922          | - Dodonaeoideae - Dodonaeaeae        | Eurycorymbus austrosinensis Hand.-Mazz.                            | 1         | China                                          |
| Harpullia Roxb.                   | 1824          | - Dodonaeoideae - Dodonaeaeae        | Harpullia cupanioides Roxb.                                        | 26        | India and China to Australasia                 |
| Llagunoa Ruiz & Pav.              | 1796          | - Dodonaeoideae - Dodonaeaeae        | Llagunoa nitida Ruiz & Pav.                                        | 3 or 4    | Andes                                          |
| Loxodiscus Hook.f.                | 1857          | - Dodonaeoideae - Dodonaeaeae        | Loxodiscus coriaceus Hook.f.                                       | 1         | New Caledonia                                  |
| Magonia A.St.-Hil.                | 1824          | - Dodonaeoideae - Dodonaeaeae        | None designated                                                    | 1         | Brazil, Bolivia, Paraguay                      |
| Majidea J.Kirk ex Oliv.           | 1871          | - Dodonaeoideae - Dodonaeaeae        | Majidea zanguebarica J.Kirk ex Oliv.                               | 4 or 5    | Africa and Madagascar                          |
| Doratoxylon Thouars ex Hook.f.    | 1862          | - Dodonaeoideae - Doratoxyleae       | Doratoxylon diversifolium (A.Juss.) Benth. & Hook.f. ex B.D.Jacks. | 6         | Mauritius, Madagascar                          |
| Euchorium Ekman & Radlk.          | 1925          | - Dodonaeoideae - Doratoxyleae       | Euchorium cubense Ekman & Radlk.                                   | 1         | Cuba                                           |
| Exothea Macfad.                   | 1837          | - Dodonaeoideae - Doratoxyleae       | Exothea oblongifolia Macfad.                                       | 3         | West Indies, Central America                   |
| Filicium Thwaites ex Benth.       | 1862          | - Dodonaeoideae - Doratoxyleae       | Filicium decipiens (Wight & Arn.) Thwaites                         | 3 or 4    | Madagascar, East Africa to India and Sri Lanka |
| Ganophyllum Blume                 | 1850          | - Dodonaeoideae - Doratoxyleae       | Ganophyllum falcatum                                               | 1 or 2    | Paleotropics                                   |
| Hippobromus Eckl. & Zeyh.         | 1836          | - Dodonaeoideae - Doratoxyleae       | Hippobromus alatus (Thunb.) Eckl. & Zeyh.                          | 1         | Africa                                         |
| Hypelate P.Browne                 | 1756          | - Dodonaeoideae - Doratoxyleae       | Hypelate trifoliata Sw.                                            | 1         | West Indies, Florida                           |
| Zanha Hiern                       | 1896          | - Dodonaeoideae - Doratoxyleae       | Zanha golungensis Hiern                                            | 23        | Southern Africa, Madagascar                    |
| Allophylastrum Acev.-Rodr.        | 2011          | - Sapindoideae - Paullinieae         | Allophylastrum frutescens Acev.-Rodr.                              | 1         | Brazil, Guyana                                 |
| Allophyllus L.                    | 1753          | - Sapindoideae - Paullinieae         | Allophylus zeylanicus L.                                           | ?         | Pantropical                                    |
| Athyana Radlk.                    | 1887 ("1888") | - Sapindoideae - Paullinieae         | Athyana weinmannifolia Radlk.                                      | 1         | Peru, Bolivia, Argentina                       |
| Balsas J.Jiménez Ram. & K.Vega    | 2011          | - Sapindoideae - Paullinieae         | Balsas guerrerensis Cruz Durán & K.Vega                            | 1         | Mexico                                         |
| Bridgesia Bertero ex Cambess.     | 1834          | - Sapindoideae - Paullinieae         | Bridgesia incisifolia Bertero ex Cambessèdes                       | 1         | Chile                                          |
| Cardiospermum L.                  | 1753          | - Sapindoideae - Paullinieae         | Cardiospermum halicacabum L.                                       | 15        | Pantropical                                    |
| Diatenopteryx Radlk.              | 1878          | - Sapindoideae - Paullinieae         | Diatenopteryx sorbifolia Radlk.                                    | 2         | Southern South America                         |
| Guindilia Gillies ex Hook. & Arn. | 1833          | - Sapindoideae - Paullinieae         | Guindilia trinervis Gillies ex Hook. & Arn.                        | 3         | Southern South America                         |
| Houssayanthus Hunz.               | 1978          | - Sapindoideae - Paullinieae         | Houssayanthus macrolophus (Radlk. Hunz.)                           | 5         | Central and Southern America                   |
| Lophostigma Radlk.                | 1897          | - Sapindoideae - Paullinieae         | Lophostigma plumosum Radlk.                                        | 2         | Ecuador, Peru, Bolivia                         |
| Paullinia L.                      | 1753          | - Sapindoideae - Paullinieae         | Paullinia pinnata L.                                               | ca. 190   | Neotropics and one African species             |
| Serjania Mill.                    | 1754          | - Sapindoideae - Paullinieae         | Serjania Mill.                                                     | ca. 230   | Neotropics                                     |
| Thinouia Triana & Planch.         | 1862          | - Sapindoideae - Paullinieae         | Thinouia myriantha Triana & Planch.                                | ca. 12    | Central and South America                      |
| Thouinia Poit.                    | 1804          | - Sapindoideae - Paullinieae         | Thouinia simplicifolia Poit.                                       | ca. 30    | West indies, Central America                   |
| Urvillea Kunth                    | 1821          | - Sapindoideae - Paullinieae         | Urvillea ulmacea Kunth                                             | ca. 15    | Central and South America                      |
| Melicoccus P.Browne               | 1756          | - Sapindoideae - Melicocceae         | Melicoccus bijugatus Jacq.                                         | 10        | Dominican Republic, South America              |
| Talisia Aubl.                     | 1775          | - Sapindoideae - Melicocceae         | Talisia guianensis Aubl.                                           | 52        | Southern Mexico to South America               |
| Alatococcus Acev.-Rodr.           | 2012          | - Sapindoideae - Incertae sedis      | Alatococcus siqueirae Acev.-Rodr.                                  | 1         | Brazil                                         |
| Alectryon Gaertn.                 | 1788          | - Sapindoideae - Incertae sedis      | Alectryon excelsus Gaertn.                                         | 25        | Malesia, Australasia and Micronesia            |
| Amesiodendron Hu                  | 1936          | - Sapindoideae - Incertae sedis      | Amesiodendron chinense (Merr.) Hu                                  | 1-3       | Southern China to Sumatra                      |
| Aporrhiza Radlk.                  | 1878          | - Sapindoideae - Incertae sedis      | Aporrhiza paniculata Radlk.                                        | 4-6       | Tropical Africa                                |
| Arytera Blume                     | 1847          | - Sapindoideae - Incertae sedis      | Arytera littoralis Blume                                           | ca. 28    | India, Southeast Asia to Australasia           |
| Atalaya Blume                     | 1847          | - Sapindoideae - Incertae sedis      | Atalaya salicifolia (DC.) Blume                                    | 12        | South Africa, Australia, Malesia               |
| Beguea Capuron                    | 1969          | - Sapindoideae - Incertae sedis      | Beguea apetala Capuron                                             | 1         | Madagascar                                     |
| Bizonula Pellegr.                 | 1925 ("1924") | - Sapindoideae - Incertae sedis      | Bizonula le-testui                                                 | 1         | Gabon                                          |
| Blighia K.D.Koenig                | 1806 ("1805") | - Sapindoideae - Incertae sedis      | Blighia sapida K.D.Koenig                                          | 3         | Tropical Africa                                |
| Blighiopsis Van der Veken         | 1960          | - Sapindoideae - Incertae sedis      | Blighiopsis pseudostipularis Van der Veken                         | 1         | Central Africa                                 |
| Blomia Miranda                    | 1953          | - Sapindoideae - Incertae sedis      | Blomia cupanioides Miranda                                         | 1         | Mexico, Guatemala and Belize                   |
| Camptolepis Radlk.                | 1907 ("1908") | - Sapindoideae - Incertae sedis      | Camptolepis ramiflora (Taub.) Radlk.                               | 4         | East Africa, Madagascar                        |
| Castanospora F.Muell.             | 1875          | - Sapindoideae - Incertae sedis      | Castanospora alphandii (F.Muell.) F.Muell.                         | 1         | Australia                                      |
| Chouxia Capuron                   | 1969          | - Sapindoideae - Incertae sedis      | Chouxia sorindeioides                                              | 6         | Madagascar                                     |
| Chytranthus Hook.f.               | 1862          | - Sapindoideae - Incertae sedis      | Chytranthus mannii Hook.f.                                         | 25+       | Western tropical Africa                        |
| Cnesmocarpon Adema                | 1993          | - Sapindoideae - Incertae sedis      | Cnesmocarpon dasyantha (Radlk.) Adema                              | 1         | Australia, Papua New Guinea                    |
| Conchopetalum Radlk.              | 1887 ("1888") | - Sapindoideae - Incertae sedis      | Conchopetalum madagascariense Radlk.                               | 2         | Madagascar                                     |
| Cubilia Blume                     | 1847          | - Sapindoideae - Incertae sedis      | Cubilia cubili (Blanco) Adelb.                                     | 1         | Malesia                                        |
| Cupania L.                        | 1753          | - Sapindoideae - Incertae sedis      | Cupania americana                                                  | ca. 50    | Neotropical                                    |
| Cupaniopsis Radlk.                | 1879          | - Sapindoideae - Incertae sedis      | Cupaniopsis anacardioides (A.Rich.) Radlk.                         | 60        | Malesia to Australasia                         |
| Deinbollia Schumach.              | 1827          | - Sapindoideae - Incertae sedis      | Deinbollia pinnata (Poir.) Schumach. & Thonn.                      | ca. 38    | Southern Africa, Madagascar, Mascarene         |
| Delavaya Franch.                  | 1887 ("1886") | - Sapindoideae - Incertae sedis      | Delavaya toxocarpa Franch.                                         | 1         | China                                          |
| Dictyoneura Blume                 | 1847          | - Sapindoideae - Incertae sedis      | Dictyoneura acuminata Blume                                        | 2-3       | Malesia, Philippines, Australia                |
| Dilodendron Radlk.                | 1878          | - Sapindoideae - Incertae sedis      | Dilodendron bipinnatus Radlk.                                      | 3         | Neotropical                                    |
| Dimocarpus Lour.                  | 1790          | - Sapindoideae - Incertae sedis      | Dimocarpus lichi Lour.                                             | 6         | Southern Asia to Australia                     |
| Diploglottis Hook.f.              | 1862          | - Sapindoideae - Incertae sedis      | Diploglottis cunninghamii (Hook.) Hook.f. ex Benth.                | 12        | Australia, Papua New Guinea                    |
| Elattostachys (Blume) Radlk.      | 1879          | - Sapindoideae - Incertae sedis      | Elattostachys zippeliana (Blume) Radlk.                            | ca. 20    | Malesia, Australasia                           |
| Eriocoelum Hook.f.                | 1862          | - Sapindoideae - Incertae sedis      | None designated                                                    | 10+       | Tropical Africa                                |
| Erythrophysa E.Mey. ex Arn.       | 1841          | - Sapindoideae - Incertae sedis      | Erythrophysa undulata E.Mey. ex Sond.                              | 5         | South Africa, Madagascar                       |
| Erythrophysopsis Verdc.           | 1962          | - Sapindoideae - Incertae sedis      | Erythrophysopsis aesculina (Baill.) Verdc.                         | 1         | Madagascar                                     |
| Gereaua Buerki & Callm.           | 2010          | - Sapindoideae - Incertae sedis      | Gereaua perrieri (Capuron) Buerki & Callm.                         | 1         | Madagascar                                     |
| Glenniea Hook.f.                  | 1862          | - Sapindoideae - Incertae sedis      | Glenniea unijuga (Thwaites) Radlk.                                 | 8         | Paleotropical                                  |
| Gloeocarpus Radlk.                | 1914 ("1913") | - Sapindoideae - Incertae sedis      | Gloeocarpus crenatus Radlk.                                        | 1         | Philippines                                    |
| Gongrodiscus Radlk.               | 1879          | - Sapindoideae - Incertae sedis      | Gongrodiscus sufferrugineus Radlk.                                 | 3         | New Caledonia                                  |
| Gongrospermum Radlk.              | 1914 (1913)   | - Sapindoideae - Incertae sedis      | Gongrospermum philippinense Radlk.                                 | 3         | Philippines                                    |
| Guioa Cav.                        | 1798 ("1797") | - Sapindoideae - Incertae sedis      | Guioa lentiscifolia Cav.                                           | ca. 64    | Southeastern Asia to Australasia               |
| Haplocoelopsis F.G.Davies         | 1997          | - Sapindoideae - Incertae sedis      | Haplocoelopsis africana F.G.Davies                                 | 1         | Central and East Africa                        |
| Haplocoelum Radlk.                | 1878          | - Sapindoideae - Incertae sedis      | Haplocoelum inoploeum Radlk.                                       | ca. 7     | Tropical Africa and Madagascar                 |
| Hornea Baker                      | 1877          | - Sapindoideae - Incertae sedis      | Hornea Mauritiana Baker                                            | 1         | Mauritius                                      |
| Jagera Blume                      | 1847          | - Sapindoideae - Incertae sedis      | Jagera speciosa Blume                                              | 2         | Moluccas, New Guinea, Australia                |
| Koelreuteria Laxm.                | 1772 ("1771") | - Sapindoideae - Incertae sedis      | Koelreuteria paniculata Laxm.                                      | ca. 4     | Eastern Asia                                   |
| Laccodiscus Radlk.                | 1879          | - Sapindoideae - Incertae sedis      | Laccodiscus ferrugineus (Baker) Radlk.                             | ca. 6     | West Africa                                    |
| Lecaniodiscus Planch. ex Benth.   | 1849          | - Sapindoideae - Incertae sedis      | Lecaniodiscus cupanioides Planch. ex Benth.                        | 2         | Tropical Africa                                |
| Lepiderema Radlk.                 | 1879          | - Sapindoideae - Incertae sedis      | Lepiderema papuana Radlk.                                          | 8         | Australia, New Guinea                          |
| Lepidopetalum Blume               | 1847          | - Sapindoideae - Incertae sedis      | Lepidopetalum perrottetii Blume                                    | 6         | Malesia, Australia                             |
| Lepisanthes Blume                 | 1825          | - Sapindoideae - Incertae sedis      | Lepisanthes montana Blume                                          | ca. 24    | Paleotropics, Australia                        |
| Litchi Sonn.                      | 1782          | - Sapindoideae - Incertae sedis      | Litchi sinensis                                                    | 1         | Southeastern China to Malesia                  |
| Lychnodiscus Radlk.               | 1878          | - Sapindoideae - Incertae sedis      | Lychnodiscus reticulatus Radlk.                                    | ca. 7     | Tropical Africa                                |
| Macphersonia Blume                | 1847          | - Sapindoideae - Incertae sedis      | Macphersonia madagascariensis Blume                                | 8         | Aldabra, Madagascar, West Tropical Africa      |
| Matayba Aubl.                     | 1775          | - Sapindoideae - Incertae sedis      | Matayba guianensis                                                 | ca. 50    | Neotropical                                    |
| Mischarytera (Radlk.) H.Turner    | 1995          | - Sapindoideae - Incertae sedis      | Mischarytera lautereriana (F.M.Bailey) H.Turner                    | 3         | Australia, Papua New Guinea                    |
| Mischocarpus Blume                | 1825          | - Sapindoideae - Incertae sedis      | Mischocarpus sundaicus Blume                                       | ca. 15    | Southeastern Asia to Australia                 |
| Molineae Comm. ex Juss.           | 1789          | - Sapindoideae - Incertae sedis      | Molinaea arborea J.F.Gmel.                                         | ca. 10    | Madagascar and Mascarenes Islands              |
| Namataea D.W.Thomas & D.J.Harris  | 1999          | - Sapindoideae - Incertae sedis      | Namataea simplicifolia D.W.Thomas & D.J.Harris                     | 1         | Cameroon                                       |
| Nephelium L.                      | 1767          | - Sapindoideae - Incertae sedis      | Nephelium lappaceum L.                                             | ca. 16    | Southeastern Asia to Malesia                   |
| Otonephelium Radlk.               | 1890          | - Sapindoideae - Incertae sedis      | Otonephelium stipulaceum Radlk.                                    | 1         | Western India                                  |
| Pancovia Willd.                   | 1799          | - Sapindoideae - Incertae sedis      | Pancovia Bijuga Willd.                                             | 10-12     | West Africa                                    |
| Pappea Eckl. & Zeyh.              | 1834          | - Sapindoideae - Incertae sedis      | Pappea capensis Eckl. & Zeyh.                                      | 1         | Southern Africa                                |
| Paranephelium Miq.                | 1861 ("1861") | - Sapindoideae - Incertae sedis      | Paranephelium xestophyllum Miq.                                    | 4         | Yunnan to Malesia                              |
| Pavieasia Pierre                  | 1895          | - Sapindoideae - Incertae sedis      | Pavieasia anamensis (Pierre) Pierre                                | 1-3       | China                                          |
| Pentascyphus Radlk.               | 1879          | - Sapindoideae - Incertae sedis      | Pentaschyphus thyrsiflorus Radlk.                                  | 1         | French Guiana, Surinam, Brazil                 |
| Phyllotrichum Thorel ex Lecomte   | 1911          | - Sapindoideae - Incertae sedis      | Phyllotrichum mekongense Lecomte                                   | 1         | Laos                                           |
| Placodiscus Radlk.                | 1878          | - Sapindoideae - Incertae sedis      | Placodiscus turbinatus Radlk.                                      | ca. 10    | Tropical Africa                                |
| Plagioscyphus Radlk.              | 1878          | - Sapindoideae - Incertae sedis      | Plagioscyphus cauliflorus Radlk.                                   | ca. 10    | Madagascar                                     |
| Podonephelium Baill.              | 1874          | - Sapindoideae - Incertae sedis      | Podonephelium deplanchei Baill.                                    | 4         | New Caledonia                                  |
| Pometia J.R.Forst. & G.Forst.     | 1775          | - Sapindoideae - Incertae sedis      | Pometia pinnata J.R.Forst. & G.Forst.                              | 2         | India and Pacific Islands                      |
| Porocystis Radlk.                 | 1878          | - Sapindoideae - Incertae sedis      | Porocystis toulicioides Radlk.                                     | 2         | Brazil, French Guiana                          |
| Pseudima Radlk.                   | 1878          | - Sapindoideae - Incertae sedis      | Pseudima frutescens (Aubl.) Radlk.                                 | 1         | Continental neotropics                         |
| Pseudopancovia Pellegr.           | 1955          | - Sapindoideae - Incertae sedis      | Pseudopancovia heterophylla Pellegr.                               | 1         | West Equatorial Africa                         |
| Pseudopteris Baill.               | 1874          | - Sapindoideae - Incertae sedis      | Pseudopteris decipiens Baill.                                      | 3         | Madagascar                                     |
| Radlkofera Gilg                   | 1898          | - Sapindoideae - Incertae sedis      | Radlkofera calodendron Gilg                                        | 1         | Western Africa                                 |
| Rhysotoechia Radlk.               | 1879          | - Sapindoideae - Incertae sedis      | Rhysotoechia mortoniana (F.Muell.) Radlk.                          | ca, 14    | Australia, Malesia                             |
| Sapindus L.                       | 1753          | - Sapindoideae - Incertae sedis      | Sapindus saponaria L.                                              | ca. 10    | Circumtropical                                 |
| Sarcopteryx Radlk.                | 1879          | - Sapindoideae - Incertae sedis      | Sarcopteryx squamosa (Roxb.) Radlk.                                | 12 or 13  | Australia, Moluccas, New Guinea                |
| Sarcotoechia Radlk.               | 1879          | - Sapindoideae - Incertae sedis      | Sarcotoechia cuneata Radlk.                                        | ca. 11    | Australia, Moluccas, New Guinea                |
| Schleichera Willd.                | 1806          | - Sapindoideae - Incertae sedis      | Schleichera trijuga Willd.                                         | 1         | Sri Lanka and India to Malesia                 |
| Scyphonychium Radlk.              | 1878          | - Sapindoideae - Incertae sedis      | Scyphonychium multiflorum (Mart.) Radlk.                           | 1         | Brasil, French Guiana                          |
| Sinoradlkofera F.Meyer            | 1977          | - Sapindoideae - Incertae sedis      | Sinoradlkofera minor (Hemsl.) F.Meyer                              | 1         | China                                          |
| Sisyrolepis Radlk.                | 1905          | - Sapindoideae - Incertae sedis      | Sisyrolepis siamensis Radlk.                                       | 1         | Thailand and Cambodia                          |
| Smelophyllum Radlk.               | 1878          | - Sapindoideae - Incertae sedis      | Smelophyllum capense (Sond.) Radlk.)                               | 1         | South Africa                                   |
| Stadmania Lam.                    | 1793          | - Sapindoideae - Incertae sedis      | Stadmania oppositifolia Lam.                                       | 6         | East Tropical Africa, Madagascar, Mauritius    |
| Stocksia Benth.                   | 1853          | - Sapindoideae - Incertae sedis      | Stocksia brahuica Benth.                                           | 1         | Persia, Afghanistan                            |
| Storthocalyx Radlk.               | 1879          | - Sapindoideae - Incertae sedis      | None designated                                                    | 4         | New Caledonia                                  |
| Synima Radlk.                     | 1879          | - Sapindoideae - Incertae sedis      | Synima cordieri Radlk.                                             | 2         | Australia, New Guinea                          |
| Thouinidium radlk.                | 1878          | - Sapindoideae - Incertae sedis      | None designated                                                    | 6         | Central America and Greater Antilles           |
| Tina Schult.                      | 1819          | - Sapindoideae - Incertae sedis      | Tina thouarsiana (Cambess.) Capuron                                | 19        | Madagascar                                     |
| Toechima Radlk.                   | 1879          | - Sapindoideae - Incertae sedis      | Toechima erythrocarpum (F.Muell.) Radlk.                           | ca. 8     | Australia, New Guinea                          |
| Toulicia Aubl.                    | 1775          | - Sapindoideae - Incertae sedis      | Toulicia guianensis Aubl.                                          | 12        | South America                                  |
| Trigonachras Radlk.               | 1879          | - Sapindoideae - Incertae sedis      | Not designated                                                     | 8         | Non-Javanese Malesia and Lesser Sunda          |
| Tripterodendron Radlk.            | 1890          | - Sapindoideae - Incertae sedis      | Tripterodendron filicifolium Radlk.                                | 1         | Brazil                                         |
| Tristira Radlk.                   | 1879          | - Sapindoideae - Incertae sedis      | None designated                                                    | 1         | Philippines, Moluccas, Celebes                 |
| Tristiropsis Radlk.               | 1887 ("1888") | - Sapindoideae - Incertae sedis      | Tristiropsis acutangula Radlk.                                     | 3         | Malesia and Australasia                        |
| Tsingya Capuron                   | 1969          | - Sapindoideae - Incertae sedis      | Tsingya bemarana Capuron                                           | 1         | Madagascar                                     |
| Ungnadia Endl.                    | 1833          | - Sapindoideae - Incertae sedis      | Ungnadia speciosa Endl.                                            | 1         | Mexico, Texas                                  |
| Vouarana Aubl.                    | 1775          | - Sapindoideae - Incertae sedis      | Vouarana guianensis Aubl.                                          | 2         | Costa Rica to Brazil                           |
| Xerospermum Blume                 | 1847          | - Sapindoideae - Incertae sedis      | Xerospermum noronhianum (Blume) Blume                              | 2         | Bangladesh, Indochina, Eastern Malesia         |
| Zollingeria Kurz                  | 1872          | - Sapindoideae - Incertae sedis      | Zolligeria macrocarpa Kurz                                         | 3 or 4    | Indochina, Borneo                              |
| Chonopetalum Radlk.               | 1920          | - Incertae sedis                     | Chonopetalum stenodictyum Radlk.                                   | 1         | Equatorial Guinea                              |
| Hirania Thulin                    | 2007          | - Incertae sedis                     | Hirania rosea Thulin                                               | 1         | Somalia                                        |